# Le Pont-de-Montvert
Pour les articles homonymes, voir Pont (toponyme).
Le Pont-de-Montvert est une ancienne commune française, située dans le département de la Lozère en région Occitanie, devenue, le 1er janvier 2016, une commune déléguée de la commune nouvelle de Pont de Montvert - Sud Mont Lozère. Elle était le chef lieu de l'ancien canton du Pont-de-Montvert.
Ses habitants sont appelés les Pontois ou Montvertipontains.

## Géographie
Situé dans le sud du département de la Lozère sur le versant méridional du mont Lozère, Le Pont-de-Montvert est traversé par le Tarn, qui prend sa source sur les hauteurs de la commune, non loin du hameau de l'Hôpital. Deux courtes rivières, le Rieumalet et le Martinet, prennent elles aussi leur source dans la commune et rejoignent le Tarn au niveau du village du Pont-de-Montvert.
Au sud du village commence le massif du Bougès. La commune est limitrophe du département du Gard.

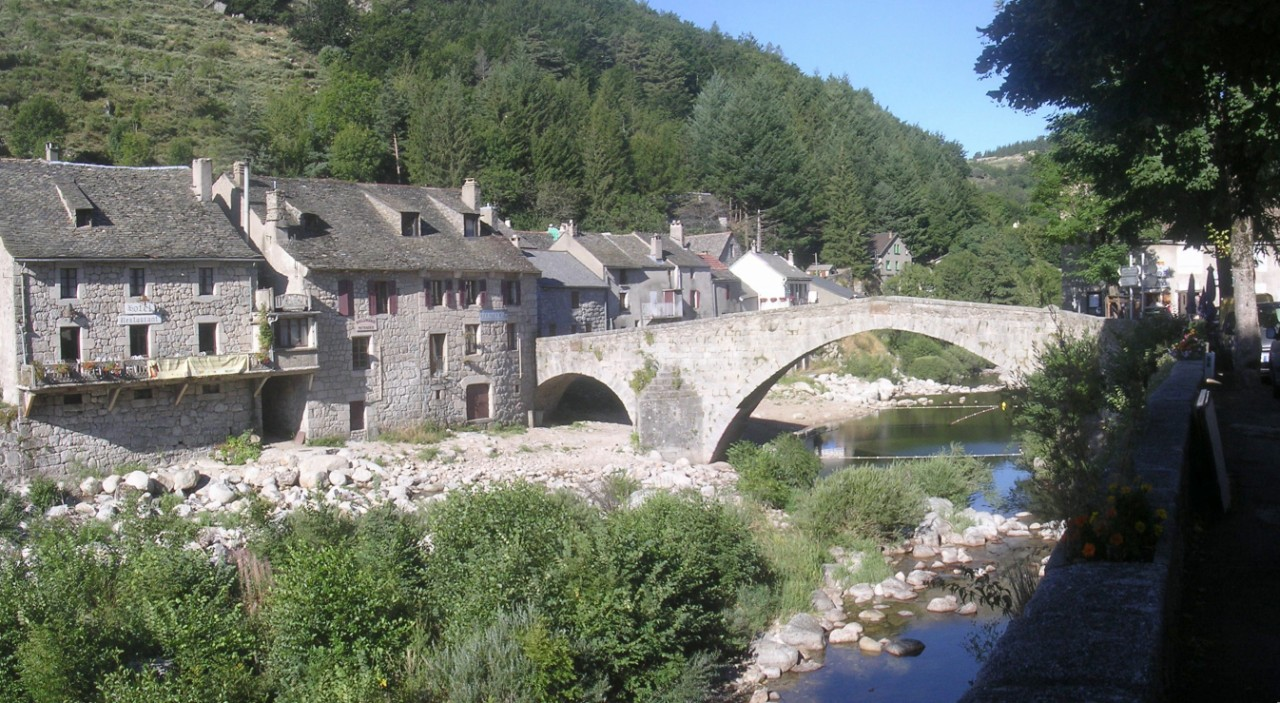
Le pont, monument historique.
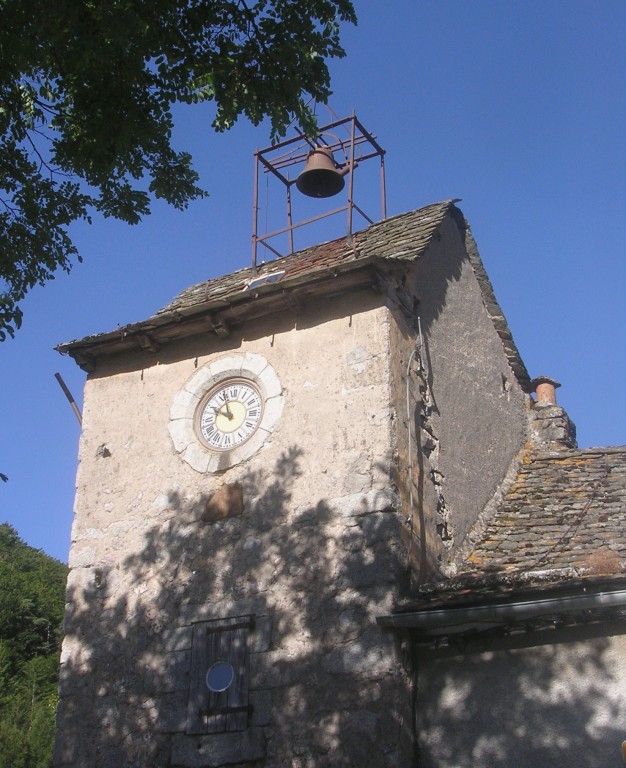
Beffroi de Pont-de-Montvert.
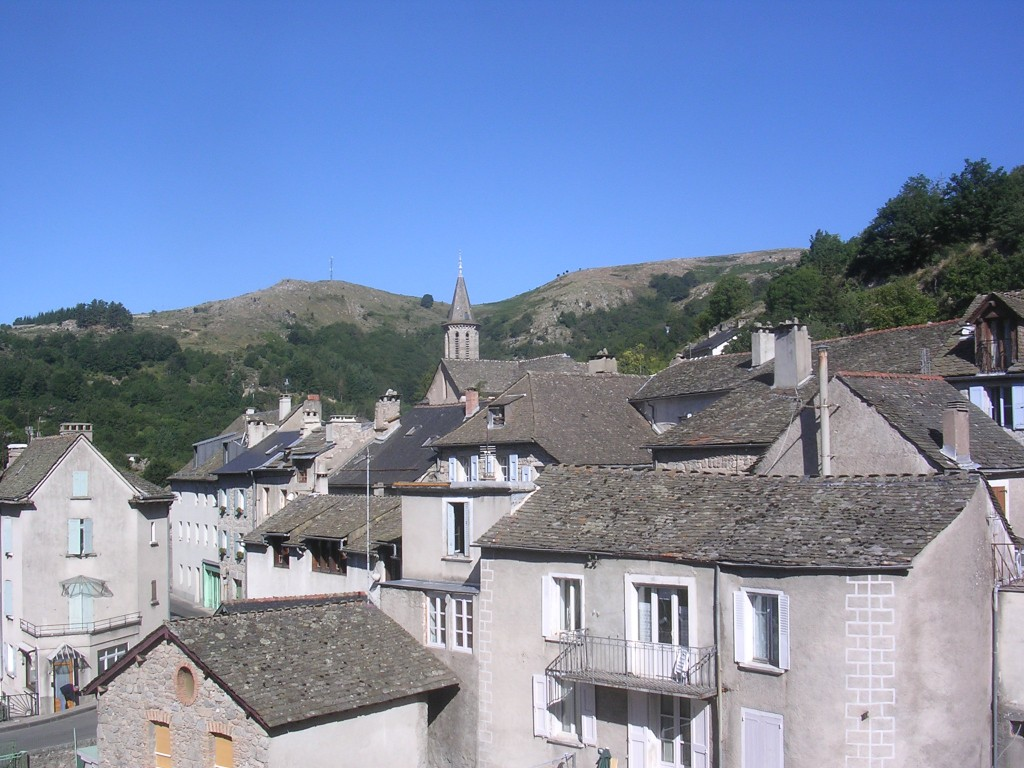
L'église.
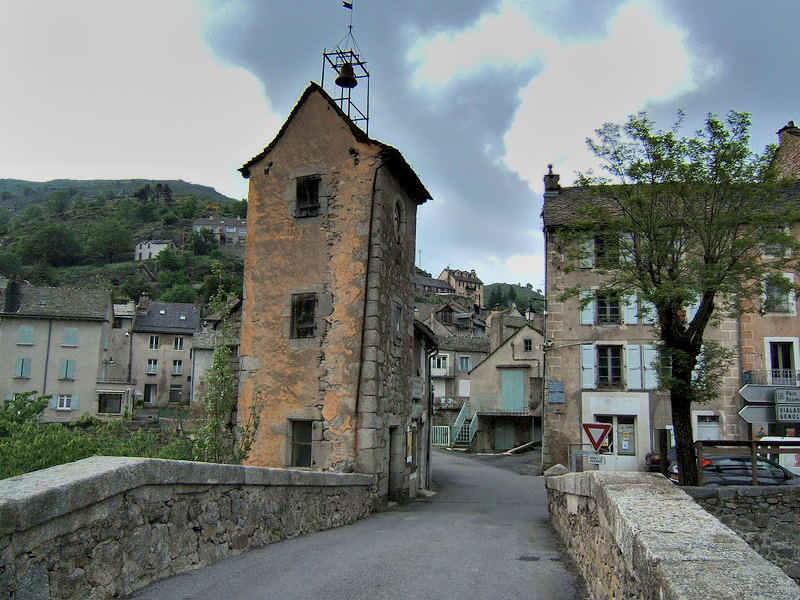
Sur le pont.
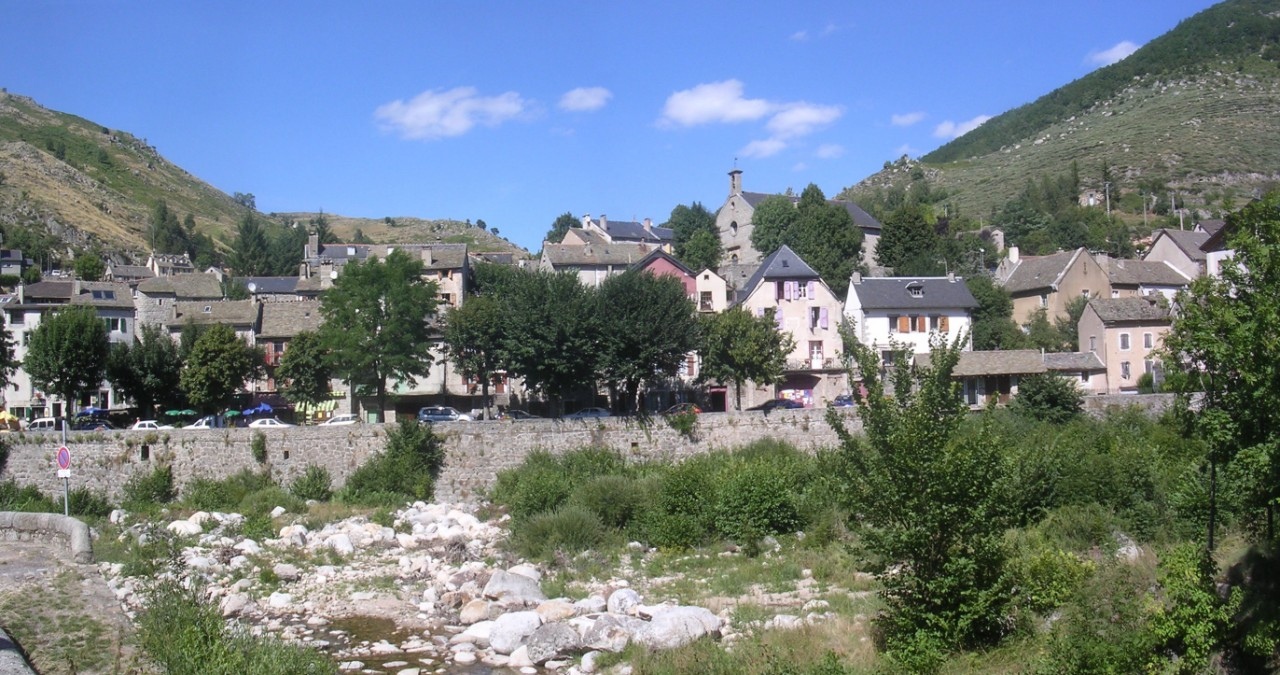
Le temple.
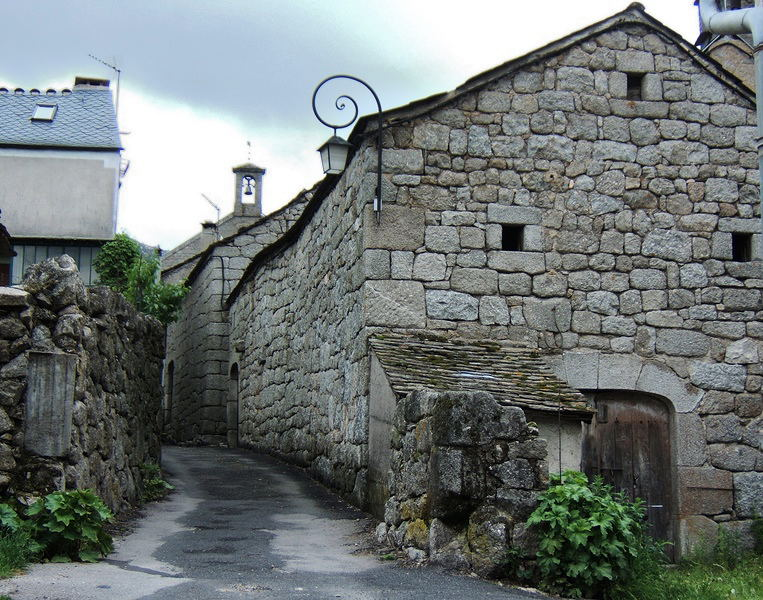
Maison de village.

### Communes limitrophes
| Mont Lozère et Goulet, Fraissinet-de-Lozère (Pont de Montvert - Sud Mont Lozère) | Cubières, Cubiérettes                        | Cubières, Altier, Pourcharesses                 |
| Les Bondons (par un quadripoint), Bédouès-Cocurès                                | du Pont-de-Montvert                          | Concoules (Gard), Vialas                        |
| Florac Trois Rivières, Cans et Cévennes                                          | Cassagnas, Saint-André-de-Lancize (sur 30 m) | Ventalon en Cévennes, Saint-Privat-de-Vallongue |

## Histoire
Le village de Pont-de-Montvert doit son nom au patronyme de Mons. Lors de la croisade contre les albigeois, le seigneur de Mons, vassal de Raymond V de Toulouse, fuit les persécutions avec ses gens et un contingent de juifs espagnols qui avaient trouvé un refuge dans le comté de Toulouse. On peut aujourd'hui encore distinguer les traces d'une petite forteresse cathare sous le Rocher du Chastel, dominant la vallée du Tarn, au-dessus de l'agglomération actuelle. Marqué par cette épopée, Pont-de-Montvert fut dès le début des guerres de Religion un haut lieu de la résistance, comme en témoigne l'engagement armé du deuxième bailli du nom, Jean d'André, époux de Marguerite de Grimoard, de Beauvoir du Roure.
Le village est plus connu pour avoir été, le 24 juillet 1702, le point de départ de la guerre des camisards, à la suite de l'exécution collective de François de Langlade du Chayla qui avait opéré pendant plusieurs années dans la commune avec un sadisme notoire, transformant la maison prise au bailli Jean d'André en un lieu de détention et de tortures. L'un des meneurs de la révolte, le camisard Esprit Séguier, fut condamné à avoir la main droite coupée avant d'être brûlé vif sur les bords du Tarn au Pont-de-Montvert. 
Au XVIIe siècle, le village du Pont-de-Montvert dépendait administrativement de paroisses de Frutgères et de Fraissinet-de-Lozère. Une étude sociale et politique du Pont-de-Montvert aux XVIIIe et XIXe siècles a été réalisée à partir des fonds notariaux.

## Politique et administration
| Période      | Période  | Identité       | Étiquette | Qualité           |
| ------------ | -------- | -------------- | --------- | ----------------- |
| janvier 2016 | 2020     | Alain Jaffard  | DVG       |                   |
| 2020         | En cours | Stephan Maurin |           | Directeur d'école |

| Période                                  | Période       | Identité         | Étiquette | Qualité                                    |
| ---------------------------------------- | ------------- | ---------------- | --------- | ------------------------------------------ |
| Les données manquantes sont à compléter. |               |                  |           |                                            |
| 1929                                     | 1940          | Charles Pomaret  | PRS       | Député                                     |
| 1971                                     | 1995          | Claude Lauriol   | PS        | Conseiller général                         |
| juin 1995                                | mars 2008     | Gérard Mersadier | PCF       |                                            |
| mars 2008                                | juillet 2012  | Sophie Pantel    | PS        | Conseillère générale Conseillère régionale |
| juillet 2012                             | décembre 2015 | Alain Jaffard    | DVG       |                                            |

## Démographie
L'évolution du nombre d'habitants est connue à travers les recensements de la population effectués dans la commune depuis 1793. À partir du 1er janvier 2009, les populations légales des communes sont publiées annuellement dans le cadre d'un recensement qui repose désormais sur une collecte d'information annuelle, concernant successivement tous les territoires communaux au cours d'une période de cinq ans. 
Pour les communes de moins de 10 000 habitants, une enquête de recensement portant sur toute la population est réalisée tous les cinq ans, les populations légales des années intermédiaires étant quant à elles estimées par interpolation ou extrapolation. Pour la commune, le premier recensement exhaustif entrant dans le cadre du nouveau dispositif a été réalisé en 2008,.
En 2013, la commune comptait 292 habitants, en évolution de +1,04 % par rapport à 2008 (Lozère : −1,04 %, France hors Mayotte : +2,49 %).
| 1793  | 1800  | 1806  | 1821  | 1831  | 1836  | 1841  | 1846  | 1851  |
| ----- | ----- | ----- | ----- | ----- | ----- | ----- | ----- | ----- |
| 1 245 | 1 255 | 1 451 | 1 471 | 1 442 | 1 436 | 1 372 | 1 398 | 1 445 |

| 1856  | 1861  | 1866  | 1872  | 1876  | 1881  | 1886  | 1891  | 1896  |
| ----- | ----- | ----- | ----- | ----- | ----- | ----- | ----- | ----- |
| 1 460 | 1 566 | 1 580 | 1 590 | 1 558 | 1 467 | 1 405 | 1 287 | 1 152 |

| 1901  | 1906  | 1911  | 1921 | 1926 | 1931 | 1936 | 1946 | 1954 |
| ----- | ----- | ----- | ---- | ---- | ---- | ---- | ---- | ---- |
| 1 126 | 1 102 | 1 055 | 928  | 843  | 764  | 728  | 607  | 509  |

| 1962 | 1968 | 1975 | 1982 | 1990 | 1999 | 2008 | 2013 | - |
| ---- | ---- | ---- | ---- | ---- | ---- | ---- | ---- | - |
| 467  | 384  | 312  | 305  | 281  | 272  | 289  | 292  | - |

## Culture locale et patrimoine

### Cinéma
- En 2020, le film Antoinette dans les Cévennes de Caroline Vignal se déroule pour partie au Pont-de-Montvert.

### Littérature
- L'écrivain Robert Louis Stevenson (L'Île au trésor, L'Étrange Cas du docteur Jekyll et de M. Hyde) passa au Pont-de-Montvert le 29 septembre 1878 lors de son Voyage avec un âne dans les Cévennes paru en 1879[11].
- Jean Carrière y situe sa nouvelle Achigan.
- Le Vent des Bancels, revue locale.

### Lieux et monuments

#### Bâtiments et lieux publics remarquables

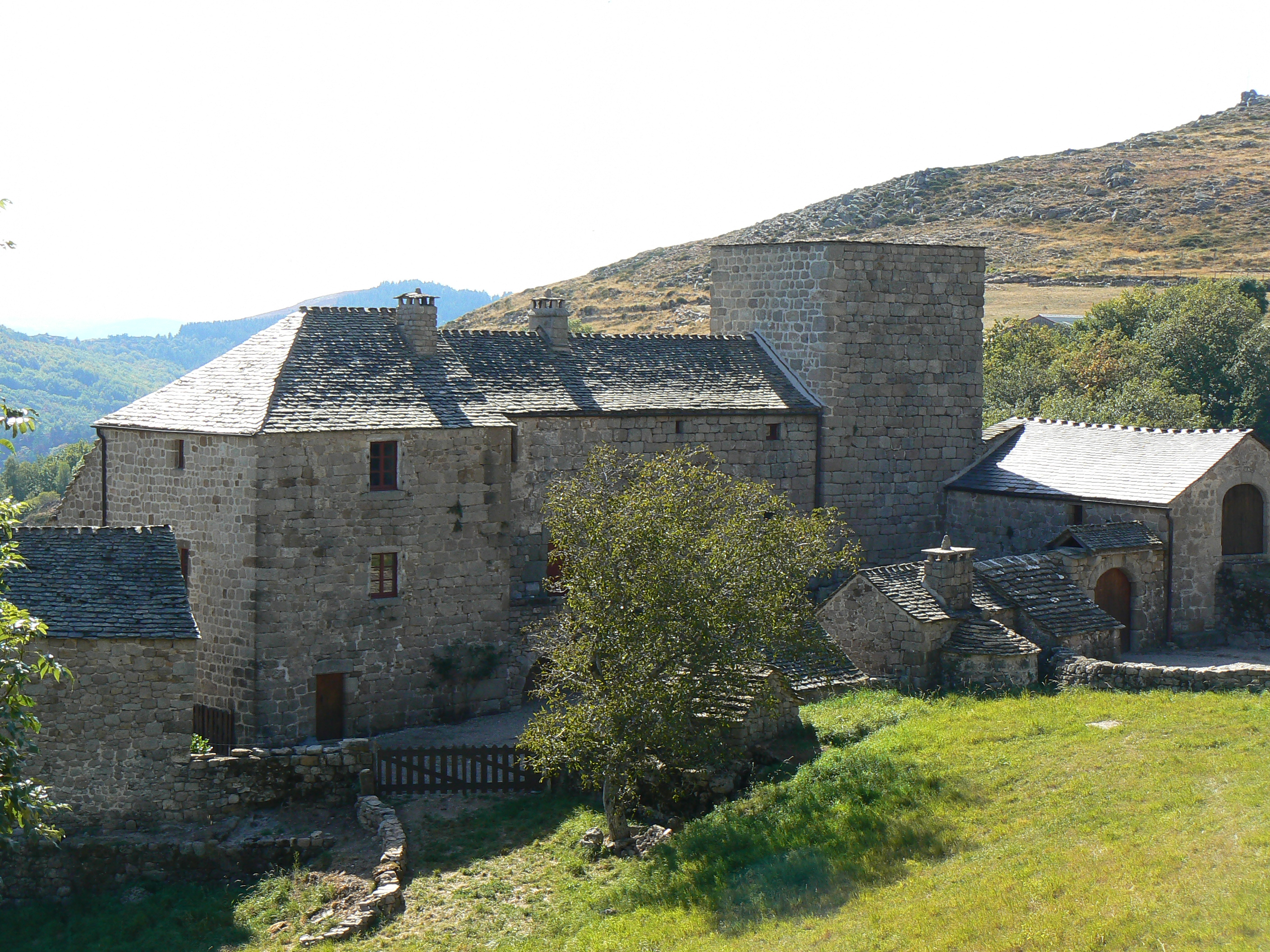
Le château de Grizac.

- Dans le sud de la commune, le château de Grizac datant du XIIIe siècle (actuellement propriété privée) est classé monument historique[12].
- Pont de Montvert, pont inscrit au titre des monuments historiques.

#### Bâtiments religieux
- Un temple (Temple protestant de L’Église Unie, rue du Temple).
- L'église de l'Immaculée-Conception du Pont-de-Montvert.

#### Musée
Siège de l'écomusée, se trouve au Pont-de-Montvert la Maison du mont Lozère, musée où ont lieu des expositions permanentes relatives à l'histoire du mont Lozère.

#### Sites
- le col du Pont-sans-Eau (1 087 m) sur la RD 35, emprunté lors de la 14 étape du Tour de France 2018, classé en 3e catégorie au Grand prix de la montagne.

### Personnalités liées à la commune
- Elzéar de Grimoard
- Guillaume Grimoard, plus tard le pape Urbain V, né en 1310 au château de Grizac.
- Anglic de Grimoard, frère de Guillaume de Grimoard, vicaire général du diocèse d’Avignon, cardinal-évêque d’Albano.
- Françoise Brès, dite Bichon, jeune prophétesse, originaire du Pont de Montvert, pendue le 24 janvier 1702 sur la place du Pont de Montvert[13].
- Élisabeth-Sophie Bonicel, épouse d'André Guizot, a ses racines à Felgerolles, hameau de la commune. Elle est la mère de François Guizot (1787-1874) chef du gouvernement ministre de l'intérieur et de l'instruction publique, sous Louis-Philippe.
- Pierre Lafue, écrivain 1895-1975.
- Claude Lauriol, ancien maire, né le 11 mars 1932, universitaire spécialiste de l’homme de lettres Laurent Angliviel de La Beaumelle.

### Protestants natifs ayant fui les persécutions
- André Gauch v.1667- +1698, Drakenstein, province de Le Cap, Afrique du Sud.

### Héraldique
| Le Pont-de-Montvert | Le blasonnement du Pont-de-Montvert est : de sinople au pont en dos d'âne de deux arches inégales d'argent, flanqué à senestre d'une tour couverte du même, maçonnée de sable, ajourée du champ, posé sur des ondes aussi d'argent mouvant de la pointe, la tour adextrée d'une abeille volant d'or. |